# Municipio Concepción
Das Municipio Concepción ist ein Verwaltungsbezirk im Departamento Santa Cruz im Tiefland des südamerikanischen Anden-Staates Bolivien.

## Lage im Nahraum
Das Municipio Concepción ist eines der sechs Municipios der Provinz Ñuflo de Chávez. Es grenzt im Norden an das Departamento Beni, im Westen an die Provinz Guarayos, im Westen an das Municipio San Javier, im Südwesten an das Municipio San Julián, im Süden an das Municipio Cuatro Cañadas, im Südosten an das Municipio San Antonio de Lomerío und im Osten an die Provinz José Miguel de Velasco.
Das Municipio liegt zwischen etwa 13°38' und 17°06' südlicher Breite und 61°28' und 62°35' westlicher Länge, seine Ausdehnung in Nord-Süd-Richtung beträgt bis zu 390 Kilometer und in Ost-West-Richtung bis zu 130 Kilometer.
Der zentrale Ort des Municipios ist die Kleinstadt Concepción mit 5586 Einwohnern (2001) im südlichen Teil des Municipios.

## Geographie
Das Municipio Concepción liegt im bolivianischen Tiefland in der Region Chiquitanía, einer in weiten Regionen noch wenig besiedelten Landschaft zwischen Santa Cruz und der brasilianischen Grenze.
Das Klima der Region ist ein semi-humides Klima der warmen Tropen. Die monatlichen Durchschnittstemperaturen schwanken im Jahresverlauf nur geringfügig zwischen 21 °C im Juni/Juli und knapp 27 °C im Oktober, wobei sie zwischen September und März fast konstant zwischen 25 und 26 °C liegen. Das Temperatur-Jahresmittel beträgt etwa 24 °C.
Die jährliche Niederschlagsmenge liegt im langjährigen Mittel bei etwa 1200 mm. Drei Viertel des Niederschlags fallen in der Feuchtezeit von September bis März, während in den ariden Monaten Juni, Juli und August in der Trockenzeit weniger als 40 mm pro Monat fallen.

## Bevölkerung
Die Einwohnerzahl des Municipios ist zwischen 1992 und 2024 auf das Dreifache angestiegen:
| Jahr | Einwohner | Quelle       |
| ---- | --------- | ------------ |
| 1992 | 9.710     | Volkszählung |
| 2001 | 14.522    | Volkszählung |
| 2012 | 18.800    | Volkszählung |
| 2024 | 30.109    | Volkszählung |

Die Bevölkerungsdichte des Municipios bei der Volkszählung 2024 betrug 1,0 Einwohner/km², wobei vor allem die nördliche Hälfte des Municipios nahezu unbesiedelt ist.
Die Säuglingssterblichkeit war von 6,3 Prozent (1992) auf 5,6 Prozent im Jahr 2001 geringfügig zurückgegangen, der Alphabetisierungsgrad bei den über 6-Jährigen von 69,6 Prozent (1992) auf 81,4 Prozent angestiegen.
99,0 Prozent der Bevölkerung sprechen Spanisch, 2,8 Prozent sprechen Quechua, 0,8 Prozent Aymara, 0,4 Prozent Guaraní und 7,7 Prozent andere indigene Sprachen.
65,3 Prozent der Bevölkerung haben keinen Zugang zu Elektrizität, 21,5 Prozent leben ohne sanitäre Einrichtung. (2001)
61,9 Prozent der 2.485 Haushalte besitzen ein Radio, 24,8 Prozent einen Fernseher, 57,7 Prozent ein Fahrrad, 9,4 Prozent ein Motorrad, 7,9 Prozent ein Auto, 13,7 Prozent einen Kühlschrank, und 3,9 Prozent ein Telefon. (2001)

## Politik
Ergebnis der Regionalwahlen (concejales del municipio) vom 4. April 2010:
| Wahl- berechtigte |  | Wahl- beteiligung | gültige Stimmen |  | MAS-IPSP | VERDES | FA     | FPV   | TODOS |
| ----------------- |  | ----------------- | --------------- |  | -------- | ------ | ------ | ----- | ----- |
| 6.934             |  | 6.192             | 5.212           |  | 2.000    | 1.416  | 986    | 516   | 294   |
|                   |  | 89,3 %            | 84,2 %          |  | 38,4 %   | 27,2 % | 18,9 % | 9,9 % | 5,6 % |

Ergebnis der Regionalwahlen (elecciones de autoridades políticas) vom 7. März 2021:
| Wahl- berechtigte |  | Wahl- beteiligung | gültige Stimmen |  | MAS-IPSP | CREEMOS | UNIDOS | ASIP   | SOL    | MNR    |
| ----------------- |  | ----------------- | --------------- |  | -------- | ------- | ------ | ------ | ------ | ------ |
| 14.259            |  | 12.526            | 11.228          |  | 5.229    | 4.811   | 609    | 242    | 185    | 152    |
|                   |  | 87,85 %           | 89,64 %         |  | 46,57 %  | 42,85 % | 5,42 % | 2,16 % | 1,65 % | 1,35 % |

## Gliederung
Das Municipio Concepción ist in die folgenden zwei Kantone (cantones) aufgeteilt:
- Kanton Concepción (im nördlichen Teil des Municipios) – 38 Unterkantone – 43 Ortschaften – 13.376 Einwohner (2001)
- Kanton San Pedro (im südlichen Teil des Municipios) – 4 Unterkantone – 8 Ortschaften – 1.146 Einwohner

## Ortschaften im Municipio Concepción
- Concepción 9868 Einw. – El Carmen 362 Einw.